# Arnold I av Flandern
Arnold I av Flandern, född 893, död 964, var regerande greve av Flandern från 918 till 964.